# 木炭

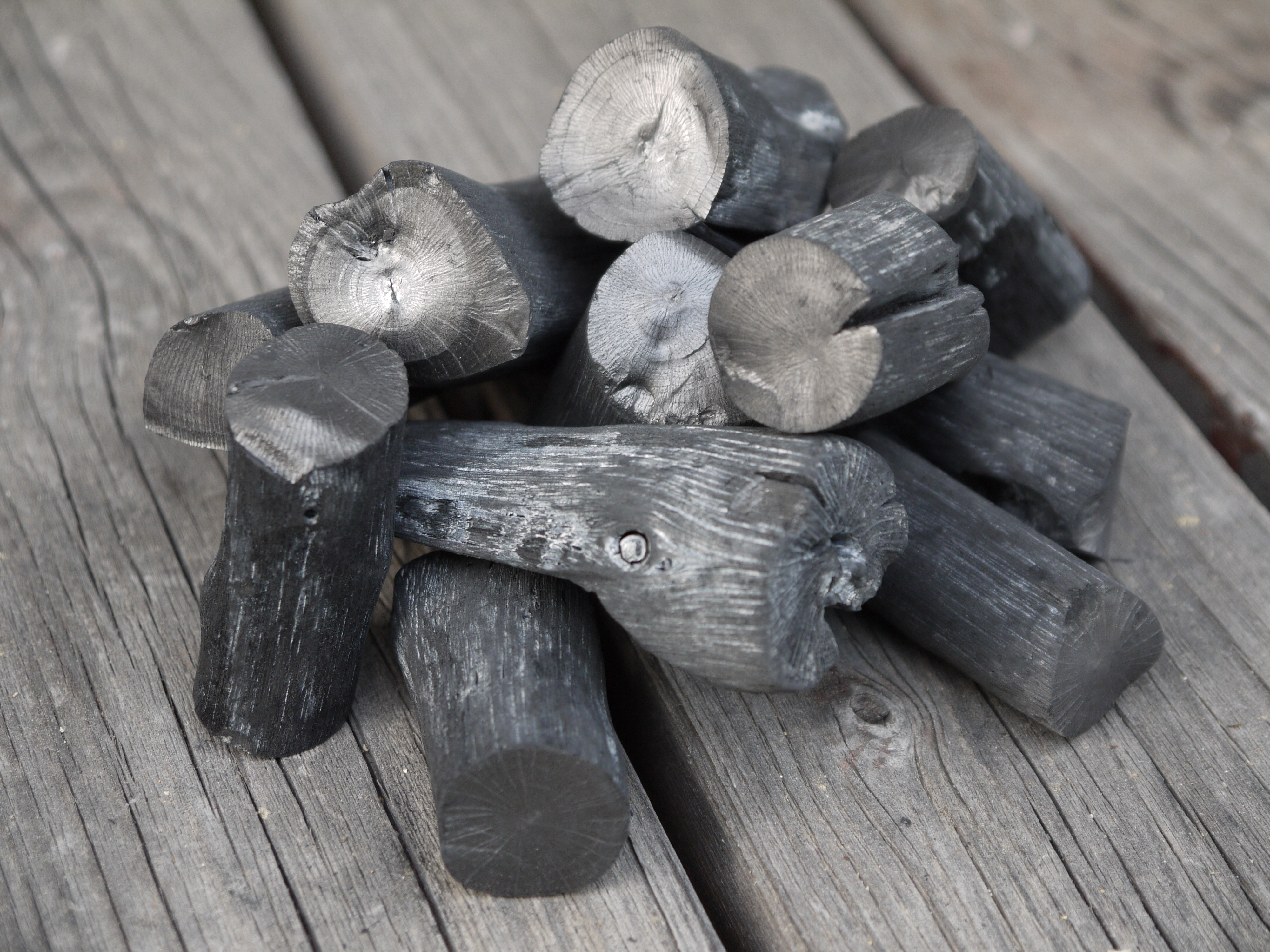
白炭（備長炭）

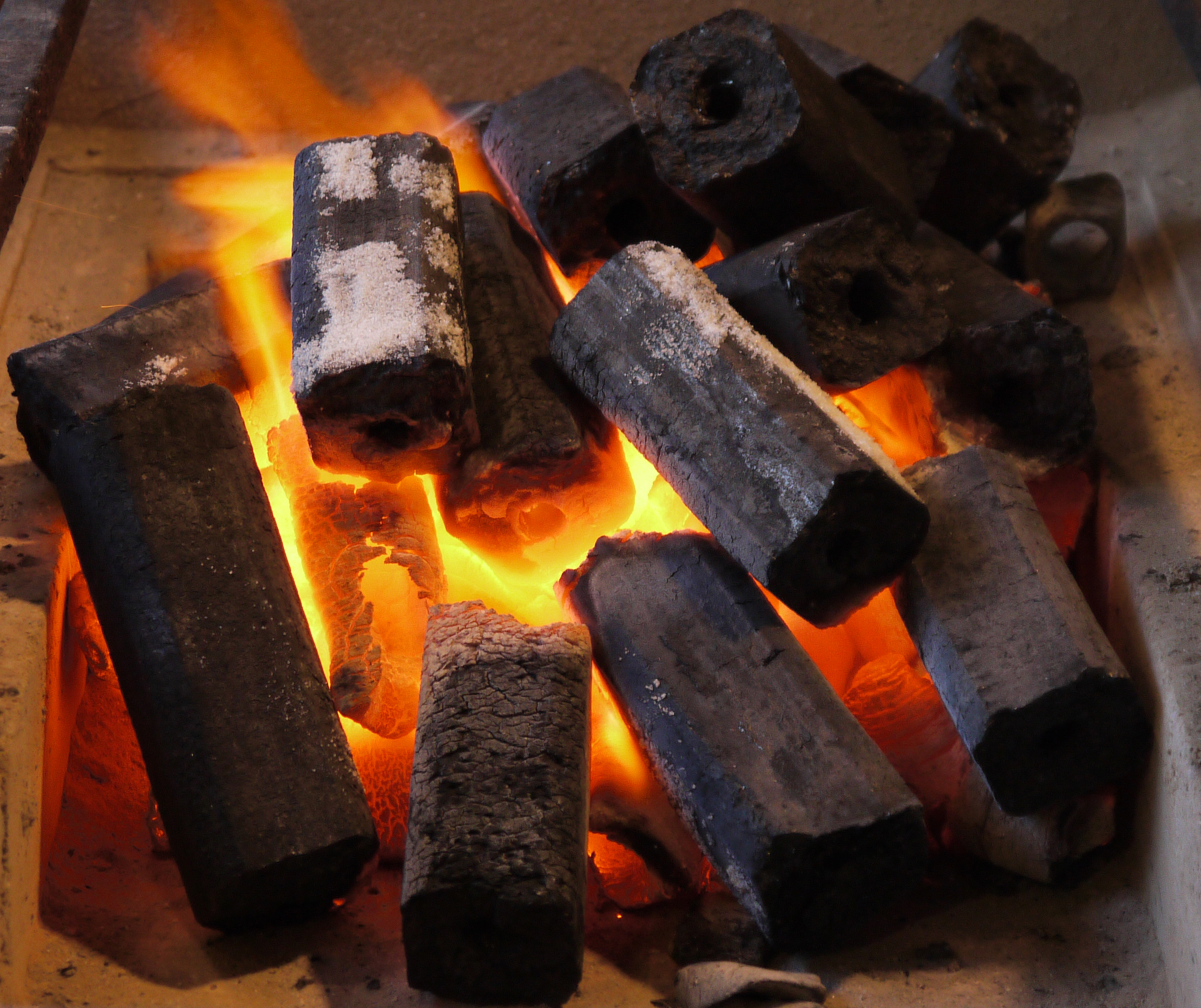
オガ炭

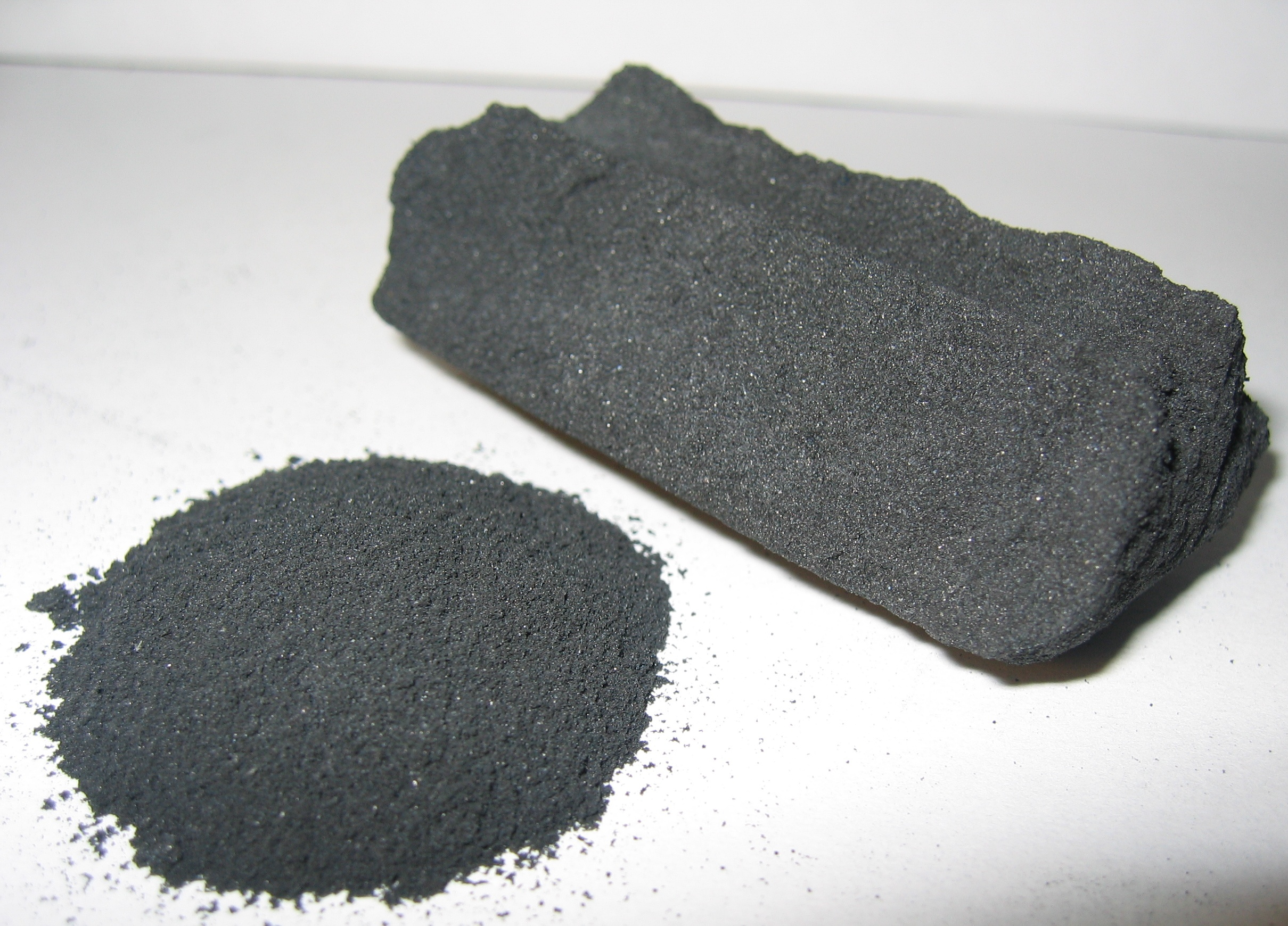
活性炭

木炭（もくたん）は、木や木材を材料として作る炭である。
低酸素・高温下で炭化させて作り、炭素以外の成分（揮発成分・タール・水分など）を取り除く。

## 概要
ほぼ炭素のみの成分となった木炭を燃やした場合は、木材をそのまま燃やす場合に比べ、可燃性気体を放出せず炎が上がらない。また、燃焼に伴う煤煙や健康上有害な揮発成分によるガス発生も比較的少ない。
木炭には、植物中のカリウムに由来する炭酸カリウムが含まれている。この成分により、着火性も良く、低酸素濃度中（灰の中に埋もれるなど）でも燃える。ただし水溶性成分であり、木炭を長く流水に浸したものは溶け出してしまい特徴が失われる。
木炭の製造時には木酢液、木タールが発生する。木酢液を蒸留・精製するとメタノールや酢酸、さらに、テレピン油や木クレオソートといった副生成物を得ることが出来る。その他、可燃性の木ガス(主成分はメタン、一酸化炭素など)が発生する。

### 種類
炭化させる素材、および炭化温度や焼成時間などの方法によって生成する木炭の性状はさまざまとなり、価格や用途が異なってくる。例えば黒炭だけでも、窯の作り、温度、窯閉めまでの時間などで品質が大きく変化する。また炭化不十分の場合、煙や水分が発生し、爆跳しやすい炭となる。
日本ではナラ、ブナ、カシ、クヌギなどの木材を炭化した物が主に使われてきたが、近年では竹を炭化した竹炭も注目されている。また、輸入炭にはマングローブ炭なども存在する。
オガ炭は比較的安価で扱いやすく、備長炭のような特性であるため炭火焼の飲食店で多用されているものの、一般への知名度が低く、形状の印象から練炭と誤解されている場合もあるが、日本にオガ炭の様な形状の練炭は無い。オガ炭を含めた成形木炭は、中国で「機製炭（机制炭）」と呼ばれ、日本の提携会社や技術指導により、現地の大規模工場で製造されている。

## 日本における木炭の歴史

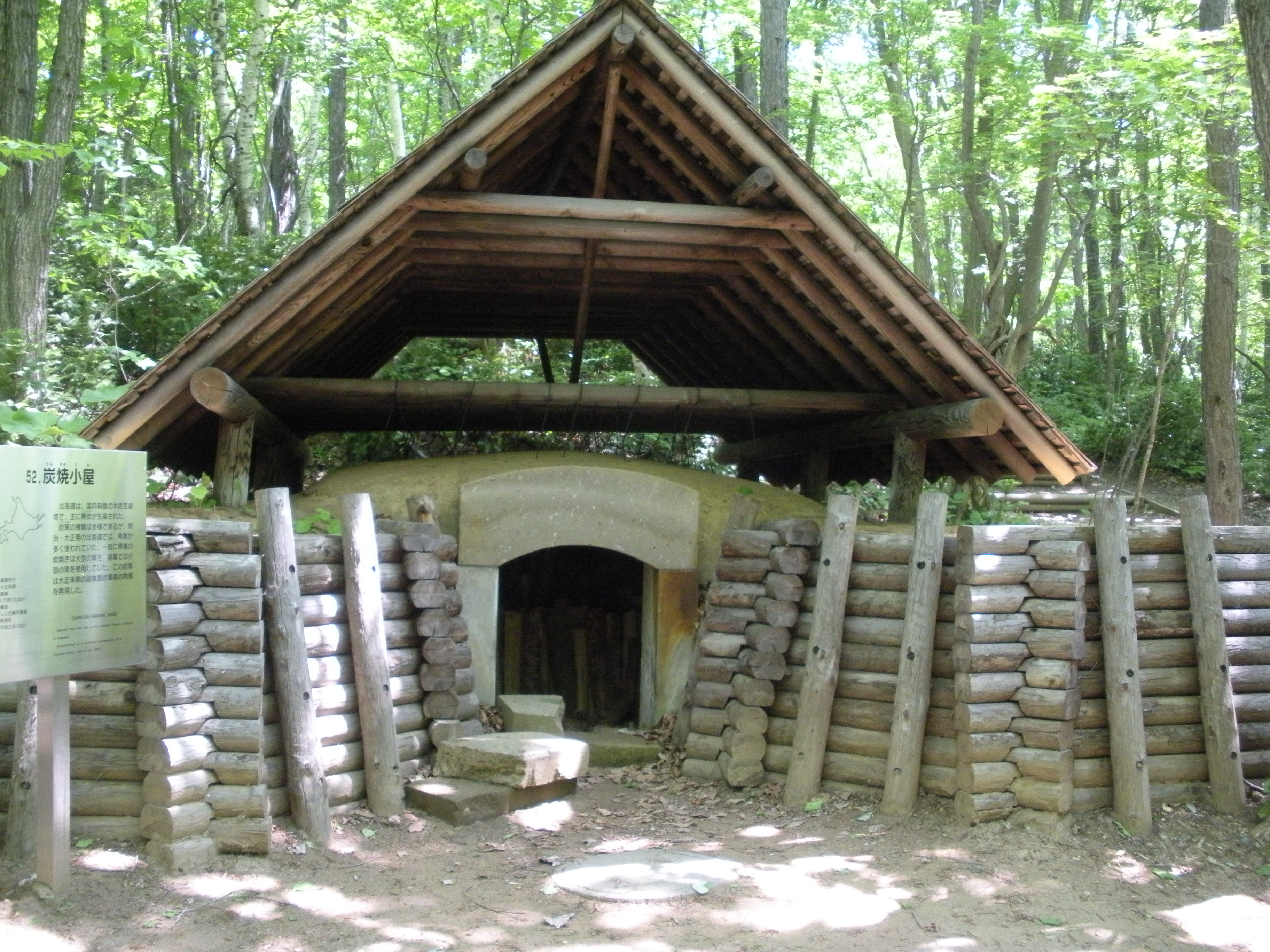
炭焼き窯 北海道札幌市厚別区 「北海道開拓の村」に復元されたもの

木炭には、和炭（にこずみ＝松、栗などの軟らかい樹を原料とし、伏炭法※で作成する軟らかい木炭）、荒炭（あらずみ＝櫟、楢、樫などの硬い樹を原料とし、伏炭法や炭窯焼きで作成する硬い木炭）、炒炭（いりずみ＝和炭・荒炭を二度焼きした木炭）の三種がある。
和炭は主に製鉄や冶金に、荒炭や炒炭は暖房・炊事のほか、防腐・防湿や飲料水の濾過にも利用されていた（何れの炭も、現在でも同様に用いられている）。
※伏炭法　木材を積み重ねて火をつけた後に、土をかけて蒸し焼きにする方法。
考古学研究の成果によって、日本列島においては新石器時代の頃から木炭が用いられていたと推定されている。
平安時代には山林部を中心に炭焼きが広く行われて商品化された（『本朝無題詩』、大原女も参照）他、荘園などの年貢としても徴収された。
炒炭は平安時代に登場した比較的新しい炭で、火付が悪いが長く燃焼するのが特徴であった（漢方薬に於いて、生薬を炭になるまで炒ったものも炒炭という）。
荒炭は窯外消火法（炭焼きの最後の段階で、釜口を大きく開けて空気を入れ、高温にしてから外に出し、灰をかけて消す）による白炭が主流であったが、長持ちはするものの硬質で火付が悪いのが特徴であった。
室町時代後期から江戸時代にかけて、窯内消火法（窯が冷えてから外に出す）による、軟質で火付が良い黒炭が生み出された。ただし、白炭・黒炭の区別が確立したのは近代以後であると言われている。
日中戦争が拡大局面になると、木炭の生産と流通が停滞し、市民生活に支障を来すようになった。
1939年からは農林省、文部省、大日本青年団により木炭増産報国運動が行われ、青年団や学生が製炭現場に赴く勤労動員が行われるようになった。同年12月29日からは木炭配給統制規則が制定され、木炭にも公定価格が設定、やがて配給制の物品の一つとなった。
1940年3月には、木炭需給調節特別会計法（昭和15年3月30日法律第73号）が公布。木炭は国家管理となり、沖縄県を除く都道府県に木炭事務所が設置された。木炭事務所では、木炭の買付・売払・保管に関する事項を所掌し、木炭需給調節に関する事務を分掌した。第二次世界大戦中・後の配給体制下では、生産者価格は全国統一とされたが、消費者価格は八大消費地（東京都、神奈川県、埼玉県、愛知県、京都府、大阪府、兵庫県、福岡県）において、一般消費地よりも数%割増された価格となった。木炭の流通統制は、戦後1950年3月まで続いた。
日本の木炭生産量は、1950年に年間約200万トンを記録していたが、その後はエネルギー利用の変化により、1970年には約28万トン、1980年には約7万トンと急激に減少した。当時の様子としては、「炭焼きが終わる日が来るなんて考えられなかった。」「あっという間の出来事。どれだけ炭を焼いても追いつかなかった時代が嘘のように思えた。」といった証言が残されている。
地方の製炭業の急激な衰退は、人口流出、挙家離村を引き起こした。

## 分類

### 日本の木炭

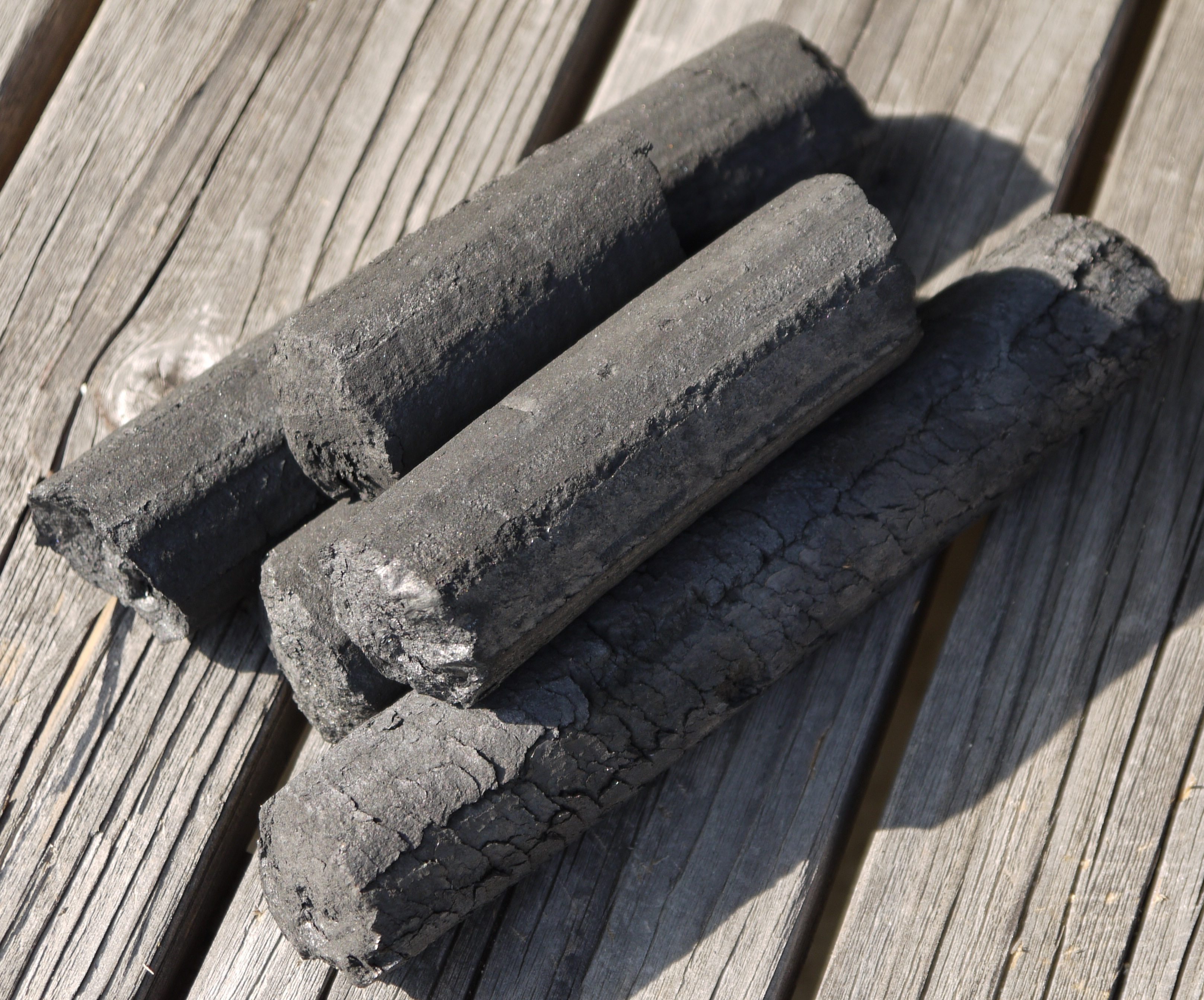
穴が無いタイプのオガ炭

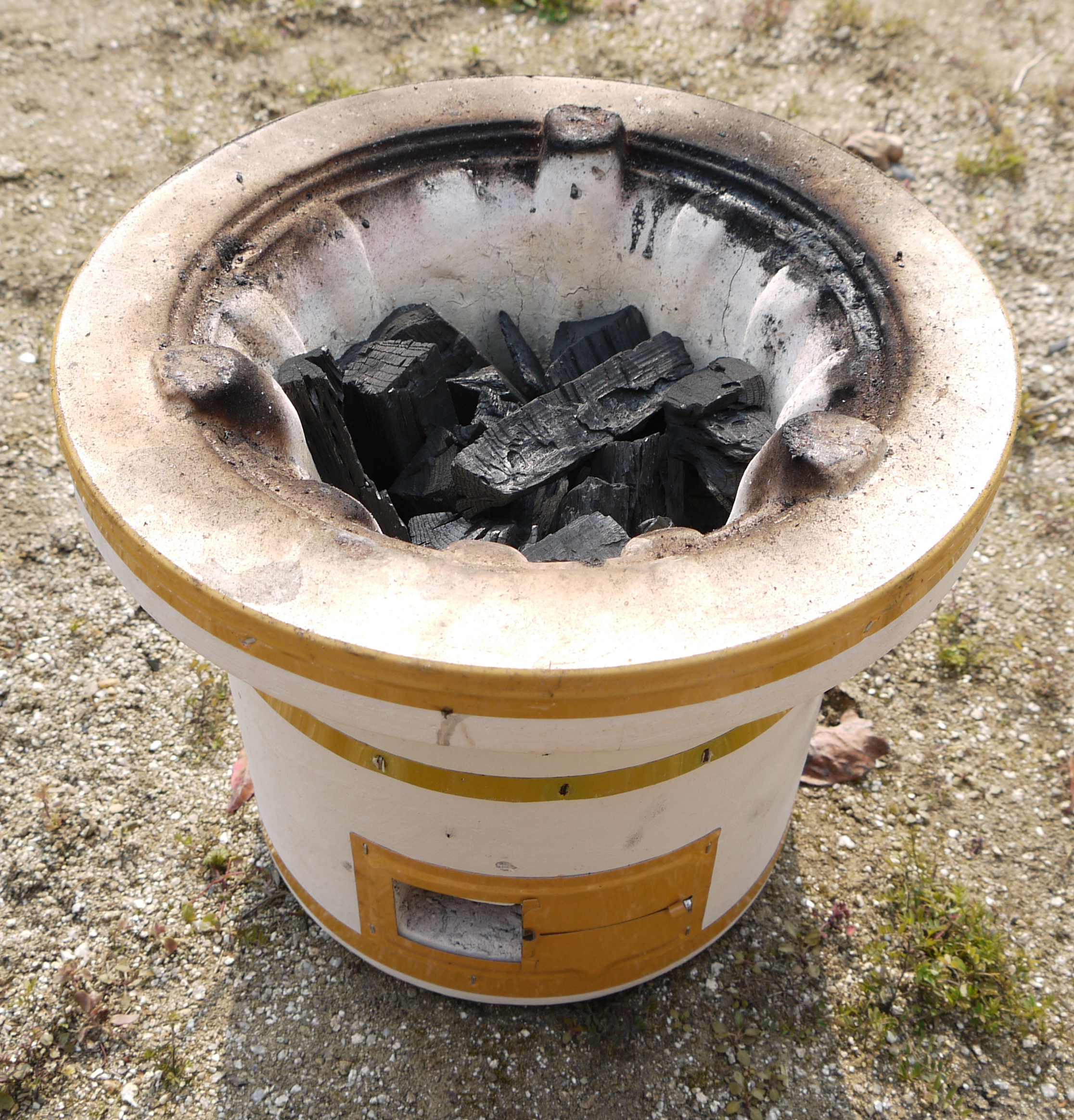
黒炭と七輪（岩手ナラ炭）

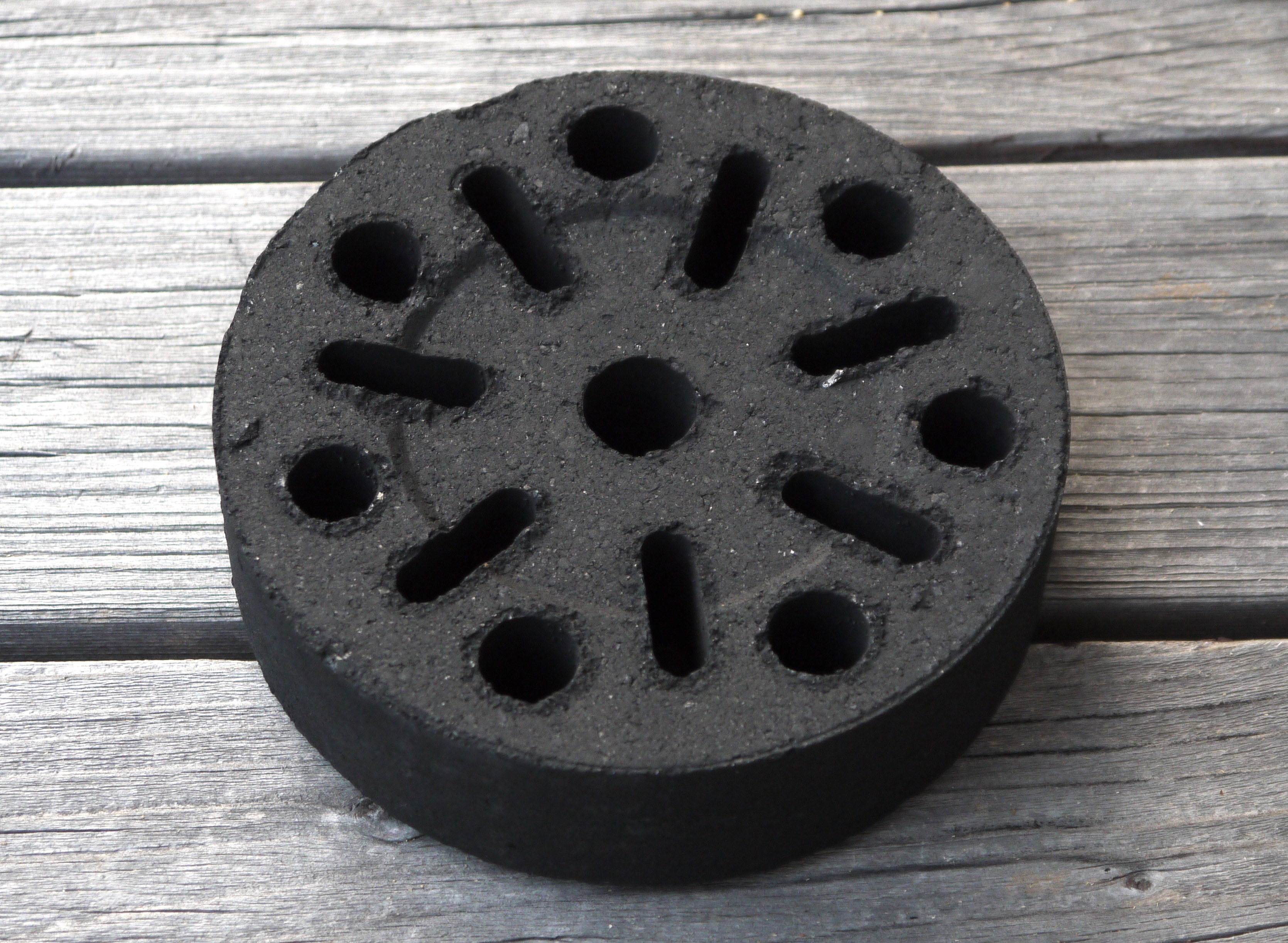
着火剤が塗布され、簡単に着火できる成形木炭

日本の木炭は、400℃あたりの温度で炭化を進めた後、精錬工程として細かな「ネラシ」が入るのが特徴である。白炭は空気を入れて未炭化成分を焼き飛ばすネラシを行い、黒炭は密閉した炉内で時間をかけて炭化を上げるネラシを行う。
※ネラシ＝炭化の終わりに炭窯の温度を上げて炭の中のガス分を抜き、同時に焼き締めること。
- 白炭…カシ系の硬い木材が使われる。叩くと鉄琴のような金属音がするのが特徴。炭窯の焚き口で燃料となる薪を燃やし、窯全体の温度を上げ、その後焚き口を閉じて窯内部を400℃あたりで5日間ほど熟成させる。この間、ほとんど酸素が供給されなくてもカシの可燃成分がガスとして徐々に出て、窯内の温度が維持される。窯の煙からは酢酸を含んだ強い刺激臭が出るが、その臭いや色が工程を見極める要素の一つでもある。その後、炭窯の焚き口を徐々に開いて未炭化成分を焼き飛ばし、炭の温度を1000℃ - 1200℃まで上昇させたのち、炭を数時間かけて窯の外に掻き出して、随時速やかに「消し粉」（土と灰を混ぜて水を含ませたもの）をかけ、1日かけて冷やす。これにより硬く焼き締められ、炭素純度が高く、灰により白っぽい外見となる。これら一連の作業には、伝統的な手作業による技法の場合およそ2週間を要する。これらの作業工程によって燃焼臭が非常に少なく、長時間安定した火力が持続する白炭が出来上がる。白炭はその特性から飲食店など業務用途で需要が高く、また白身魚など素材本来の香りが重視される調理にも向く。
  - 備長炭…紀伊国田辺の商人備中屋長左衛門（備長）が販売したことが名前の由来である。
- 黒炭…ナラ系の木材が多く使われる。400℃あたりで熟成させた後、炭窯の煙道を閉じ、徐々に700℃あたりまで温度上昇させ、次に焚き口と煙の出口も閉じて炭窯全体を密閉し、酸欠状態で時間をかけて鎮火、自然冷却を行い完成する。白炭よりも炭素以外の成分が多く残っていることから火力と、燻製のような芳香がはっきりあり、比較的着火しやすく燃焼時間も1〜2時間以内程度なので、バーベキュー（パーティー）など肉料理に向く。
- 成形木炭
  - オガ炭…オガクズを加熱圧縮して製造された成型薪「オガライト」を炭化させたもの。形状と性質が製品ごとに均質であり、白炭に似た特性でありながら比較的安価で、爆跳の危険性も少なく、飲食業で多用されている。密閉した炭窯を1200℃近くまで上げ熟成させたあと、仕上げの最後に、一気に空気を入れて（または炉外に出して）未炭化成分を焼き飛ばし、急冷させ焼き締める（ネラす）。製法としては白炭に近く、性質も白炭に似る。オガ炭の多くは、コストの関係から日本企業の中国や東南アジアの現地法人などで製造されており、それらの大規模生産工場では一連の作業をオートメーション化している場合も多い。
- 竹炭
- 活性炭

### 木炭の規格化
1940年（昭和15年）、日本では全国七大都市において木炭の配給制度を始めることとし、木炭の規格化が進められた。しかし東京だけでも流通している木炭の種類は10700種、4等級に別れ、形状も丸割、大丸、中丸、細丸など多岐にわたることから混迷を極めた。結果的に炭種（白炭、黒炭別）、等級別（一等、二等、等外）、銘柄（クヌギ、ナラ、マツ、一般的な白炭・黒炭）、産地別（東北、関東、北陸など）の基準から木炭の規格化が行われた。配給を統制する側や消費者には分かりやすくなった反面、蒲焼きなどに用いる備長炭や（茶の湯用の）桜炭は従前の極上品扱いができなくなるなど混乱も生じた。

### 外国産炭
- （欧米の）バーベキュー炭
- マングローブ炭…格安のバーベキュー炭に多く、安価である。
- ヤシガラ炭…ヤシ殻を木炭化したもの。ヤシ殻は生のままでは強固な繊維質が多いため、乾燥後に木炭化したあと粉砕し、粉炭をタピオカ澱粉などで各種形状に固めて燃料として販売されている（「ラウンドストーブ」など）。オガ炭のような穴の空いた棒状に成形されたものは「オガ炭」という名称で販売されている場合もある。

## 用途

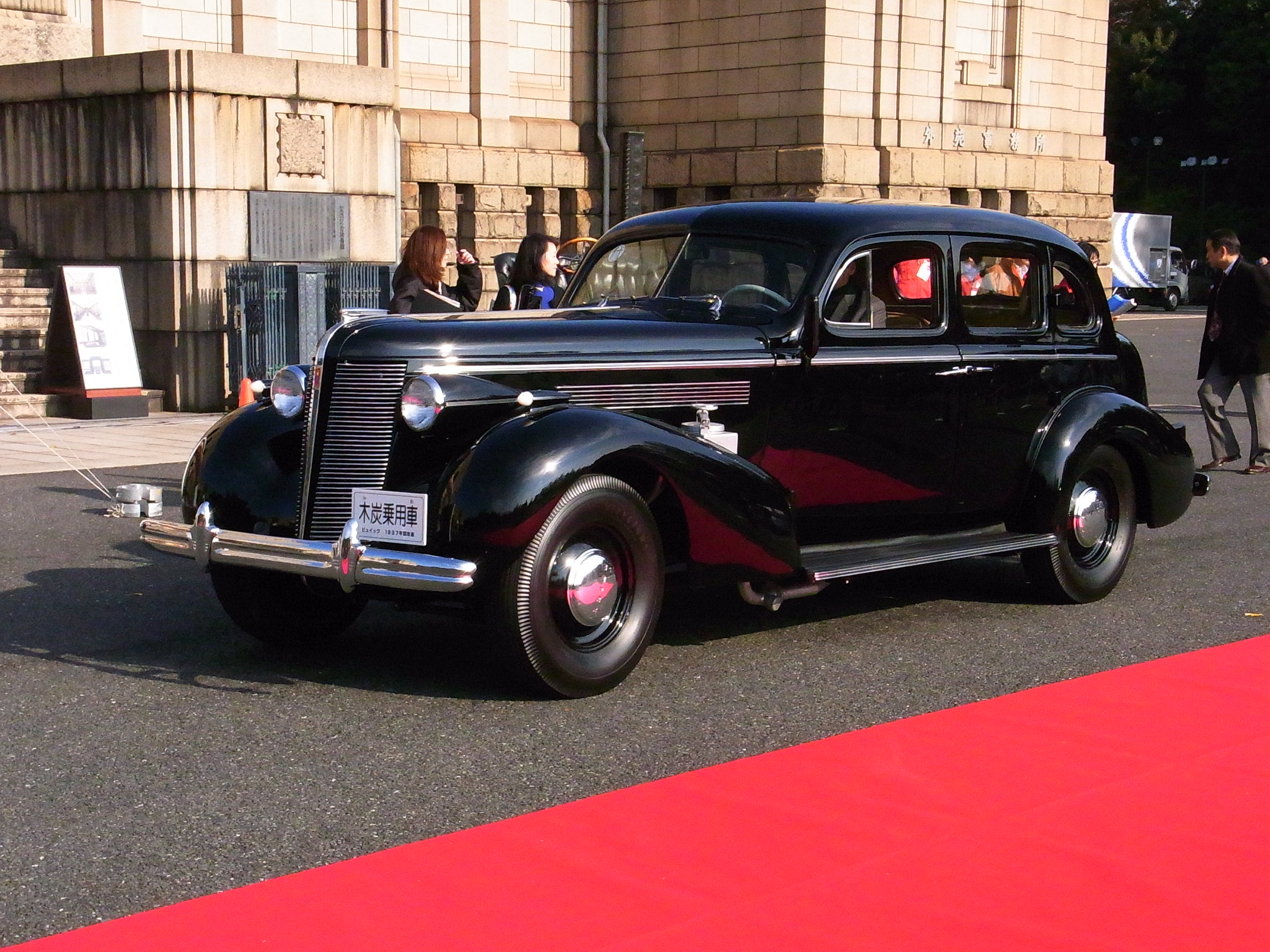
木炭自動車 1937年型ビュイック（2010年11月27日撮影）

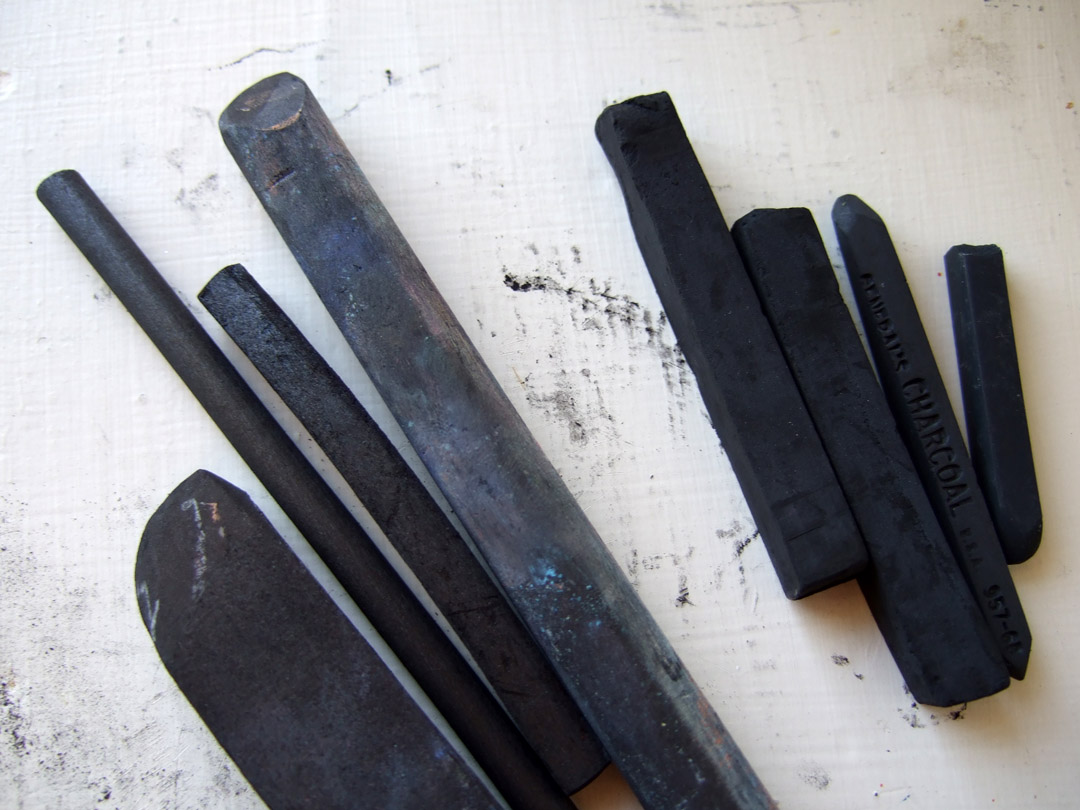
木炭（デッサン用）

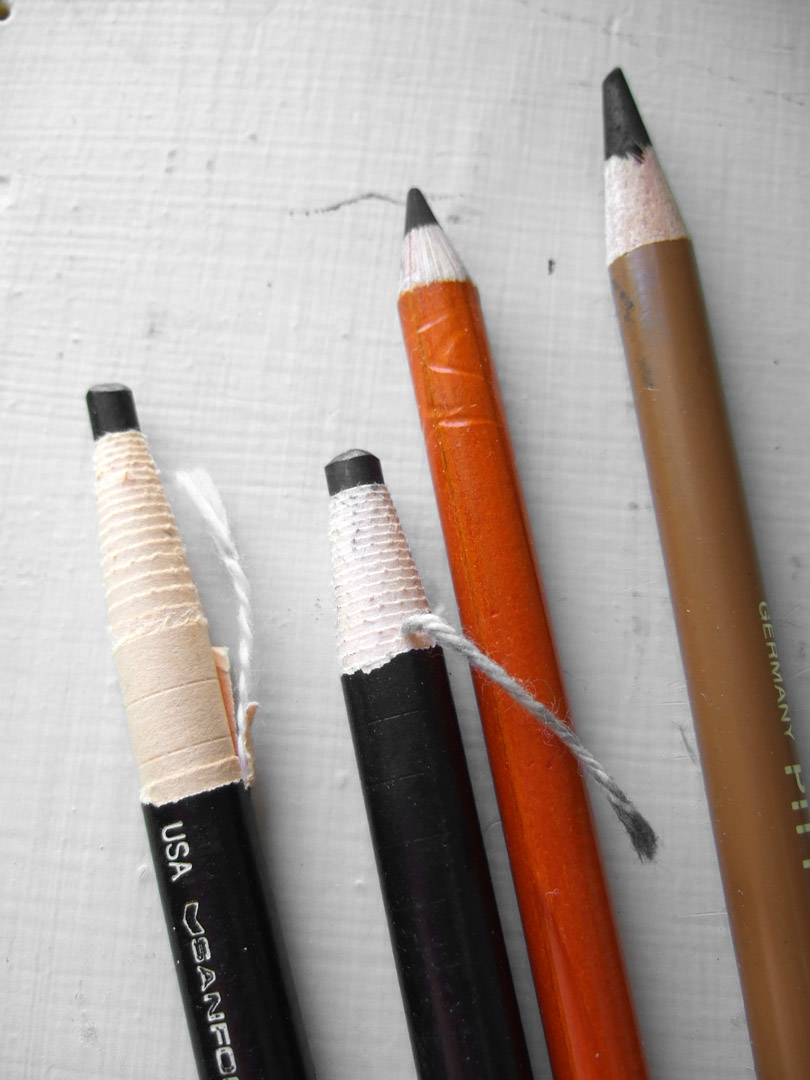
チャコールペンシル

### 燃料用
日本では戦後、石油や都市ガスなどが普及するまでは、産業分野や都心の一般家庭でも普通に用いられる燃料であった。自動車の燃料として用いられた時期もある（木炭自動車）。たたら吹きなど古来の製鉄は木炭によるものだったが、西洋式製鉄法の流入によって一部を除き石炭に取って代わられた。
現在は日常の家庭用燃料としての用途よりも、キャンプやバーベキューなどのレジャー用、また焼き鳥や蒲焼、焼肉などで、「炭火焼き」をこだわりとする飲食店など業務用と使用される事が多い。

#### 注意点

##### 爆跳
熱せられた木炭が突然爆ぜることを爆跳(ばくちょう)という。ひどい場合は木炭の爆発的破砕と「パーン」という鉄砲でも撃ったような大音量が周囲に響き渡るので注意が必要である。これは木炭の繊維質に閉じ込められた水分や揮発分が、急激な高温でガス化・膨張し、それが可燃性揮発分の繊維質内での小爆発を起こすことが発生原理である。
爆跳の原因としては、木炭が吸湿した水分によるものがもっとも多い。これは木炭に乾燥剤を添え、厚いビニール袋で外気が入らないよう密封し保存すると、ある程度は防ぐことが出来る。店舗に長期間置かれた、段ボールや紙袋入りの木炭は爆跳が起こり易いと言えるので、なるべくなら窯元からの直販で購入し、出荷後短期間のうちに使い切るのが好ましい。
備長炭の場合、硬質であるためむしろ危険で、金属音を伴って爆跳し、熱く熱せられた木炭片が目などに飛び込むと重傷となるため要注意である。これを防ぐには、既に熾っている燃焼中の木炭の近くに置いて（長七輪の場合は縁の上に備長炭を並べてもいい）、15-20分ほど予熱・乾燥させて、着火する方法が有効である。
なお、オガ炭や加工ヤシガラ炭、ハイカロ炭のような成形木炭の場合は、原料の繊維質が細かく裁断されているため、爆跳はほとんど起こらない。

##### 燃焼ガス
木炭は、練炭とは異なり硫黄や鉱物臭はしないものの、同様に一酸化炭素など有害な燃焼ガスを多量に発生するので、室内での七輪や、囲炉裏など、煙突を伴わない屋内燃焼器具の使用は、とくに換気に気を付けなければならない。日常的に厨房で使用する場合は、ガスコンロと同様の位置に設置し換気扇を稼働させた方がよい（炭火焼き鳥店の多くはそのようになっている）。

##### 着火剤
燃焼中に着火剤を投入すると、思わぬ火災となる危険性がある。また、バーベキューなど食品を直火で焼いて調理する場合に、安価で簡単に着火可能なワックス系を使用するとその匂いが食品に付着し味と香りを劣化させる可能性があり、紙を使用した場合はその燃えカスの紙片が食品に付着してしまう。特に、燃焼時の安全性を考慮していないインクで印刷された紙を使用すると、当然その影響を受けることになる。

### 美術用
美術の世界に於いて、鉛筆ほどの細さの枝を炭化したものを、デッサンや木炭画、油絵などの下書きに使用する。木炭粉末と粘土を混ぜたものを芯にしたチャコールペンシル（鉛筆型）もあり、これもまた、木炭デッサンなどに使用する。
※チャコールペンシルは、略称として”チャコペン”と呼ばれることが多い。逆に”チャコール”と単体で呼ぶ場合は、「青みのかった黒」という色の名前になる。なお、裁縫道具にも同じ名前のものがあり、布に目印をつける際に利用されるが、色は白、青、赤が主流であり、黒いものはかなり珍しい。
花炭と呼ばれる花や木の実をそのまま炭化し、形を楽しむインテリアが500年以上前から日本に存在する。また、木炭に苔などを合わせたものが近年「炭アート」として販売されている。
漆器や金工などでは古くから研磨に使用されている。研炭には朴炭、駿河炭、蝋色炭などの種類がある。

### 農業用
木炭は土壌改良材としても利用され、農業用途においては燻炭（くんたん）またはバイオ炭（英: biochar、バイオチャー）とも呼ばれる。木炭には透水性の改善効果が認められているほか、研究途上であるが、土壌への炭素貯留が期待されるほか、原料や処理法によっては保水性や保肥性（陽イオン交換容量）が付与可能であると考えられている。
日本における炭の農業利用は、1697年（元禄10年）に書かれた宮崎安貞の『農業全書』に記された「火糞（やきごえ）」に遡ることができる。「燻炭」という呼称を広めたのは、明治33年に「燻炭肥料」（燻炭に糞尿を馴染ませた肥料）を発明した小柳津勝五郎と言われる。現代では、地力増進法に基づく政令指定土壌改良資材として木炭（植物性の殻の炭を含む）が指定され、土壌の透水性の改善を主たる効果として謳うことが認められている。前述の燻炭肥料は肥料取締法において特殊肥料に指定されているが、現代ではほとんど用いられない。
日本国外においては、ブラジル先住民の集落跡にみられるテラプレータと呼ばれる人為改良された土壌がバイオマス由来の炭を含んでおり、通常の熱帯土壌より土壌肥沃度が高いことが2000年代に注目され、これをバイオ炭と呼んでその利用・研究が盛んになった。

### その他
木炭は主に多孔質のものが多く、この細孔に微細な物を吸着することから脱臭材や濾過材として使われる事もある。特に活性炭はそれらの能力に優れている。調湿にも利用される。